# Pedro de Bobadilla
Pedro de Bobadilla (o Fernández de Bobadilla) fue un noble castellano del siglo XV, padre de Beatriz de Bobadilla, dama y amiga de Isabel la Católica.

## Orígenes familiares
Era hijo de Juan Fernández de Bobadilla y de su esposa, Beatriz de Corral. Su padre, Juan era militar al servicio de Enrique III y Juan II de Castilla.
Pedro tuvo por hermanos a Rodrigo, señor de Bobadilla, y a Cristóbal, abuelo de Beatriz, casada con el señor de La Gomera y El Hierro Hernán Peraza el Joven.
En su juventud acompañó a Fernando de Trastámara al ser elegido este rey de Aragón. Contrajo matrimonio con María Maldonado, de noble familia salmantina y hermana de Rodrigo Maldonado, señor de Monleón.

## Biografía
Enrique IV le encargó la guarda de sus hermanos Alonso e Isabel en el castillo de Maqueda. De esta época nacería la confianza de la futura Isabel la Católica en Pedro, así como la amistad con sus hijas, especialmente con Beatriz. 

Como resultado del matrimonio de esta última, tendría participación en las revueltas acaecidas en Segovia en 1476. Su yerno, Andrés Cabrera, había sido nombrado alcaide del Alcázar de Segovia en 1470. En 1476, Andrés Cabrera tuvo que acudir al lado de Isabel I y dejó como teniente en la alcaidía del Alcázar a Pedro. En aquellos momentos se encontraba en el Alcázar, la infanta Isabel, por entonces hija única y heredera de los Reyes Católicos. El bando contrario a Andrés Cabrera en la ciudad, aprovechó este momento para intentar apoderarse del Alcázar, dirigido por Alonso de Maldonado que había sido desposeído como teniente de la alcaídia del Alcázar al ser nombrado Cabrera. El intento se llevó a cabo por los de Alonso de Maldonado, entrando con armas escondidas en sus ropas. Consiguieron prender a Pedro de Bobadilla, mientras que las gentes de confianza de este se hicieron fuertes en la torre del homenaje teniendo consigo a la infanta Isabel. Los asaltantes intentaron el cambio de la infanta por Pedro de Bobadilla. Este intento fue rechazado por los de Bobadilla, con una frase que recoge Colmenares en su Historia de Segovia:
no habían de entregar lo más por lo menos, hiciese lo que quisiese
Las revueltas finalizaron con la llegada a Segovia de Isabel la Católica, desde Tordesillas. La reina mandó dar la alcaídia a Gonzalo Chacón, quién la mantuvo por unos años antes de que fuera devuelta a Andrés Cabrera.

## Matrimonio y descendencia
De su matrimonio con María Maldonado tendría tres hijos:
- Francisco, maestresala de los Reyes Católicos y militar;
- Isabel, casada con Álvaro de Luna y Ayala;
- Beatriz, casada en 1466 con Andrés Cabrera, valido de Enrique IV, después I marqués de Moya.